# Великий Ломбенур
Великий Ломбену́р (рос. Большой Ломбенур, марій. Кугу Ломбенур) — присілок у складі Кілемарського району Марій Ел, Росія. Входить до складу Кілемарського міського поселення.

## Населення
Населення — 34 особи (2010; 55 у 2002).
Національний склад (станом на 2002 рік):
- марі — 54 %
- росіяни — 38 %